# NGC 3483
NGC 3483 est une vaste galaxie lenticulaire située dans la constellation de l'Hydre. NGC 3483 a été découverte par l'astronome britannique John Herschel en 1834.

## Caractéristiques
Sa vitesse par rapport au fond diffus cosmologique est de 3 897 ± 29 km/s, ce qui correspond à une distance de Hubble de 57,5 ± 4,1 Mpc (∼188 millions d'al). 
À ce jour, une mesure non basée sur le décalage vers le rouge (redshift) donne une distance d'environ 47,900 Mpc (∼156 millions d'al). Cette valeur est à l'extérieur des valeurs de la distance de Hubble. Notons que c'est avec la valeur moyenne des mesures indépendantes, lorsqu'elles existent, que la base de données NASA/IPAC calcule le diamètre d'une galaxie et qu'en conséquence le diamètre de NGC 3483 pourrait être d'environ 67,6 kpc (∼220 000 al) si on utilisait la distance de Hubble pour le calculer.